# HD 114613
Désignations
HD 114613, également désignée HR 4979, est une étoile de la constellation australe du Centaure, située à 66,7 années-lumière de la Terre. Elle est visible à l'œil nu avec une magnitude apparente de 4,85. Elle possède une exoplanète découverte en 2014 par la méthode des vitesses radiales.

## Environnement stellaire
HD 114613 présente une parallaxe annuelle de 48,87 ± 0,11 mas telle que mesurée par le satellite Gaia, ce qui permet d'en déduire qu'elle est distante de 20,46 ± 0,04 pc (∼66,7 al) de la Terre. Elle se déplace assez rapidement sur la sphère céleste, à un mouvement propre de 0,385 seconde d'arc par an et elle se rapproche du Système solaire à une vitesse radiale de −13 km/s.

## Propriétés
HD 114613 est une étoile de classe G sur la séquence principale ou une sous-géante, qui s'est vu attribuer des types spectraux de G3V ou G4IV, respectivement. Sa gravité de surface, son importante luminosité et d'autres caractéristiques sont consistantes avec une classification comme une sous-géante plus évoluée,,. L'âge de l'étoile est estimé à cinq milliards d'années. Elle est 1,25 fois plus massive que le Soleil et son rayon est 2,04 fois plus grand que le rayon solaire. Elle est 4,09 fois plus lumineuse que le Soleil et sa température de surface est de 5 756 K. Sa métallicité, c'est-à-dire son abondance en éléments plus lourds que l'hélium, est supérieure à celle du Soleil, avec 145 % de l'abondance solaire du fer. HD 114613 a un cycle magnétique d'une période de 897+61
−53 jours, ce qui est environ 4,5 fois plus court que le cycle solaire de 11 ans.

## Système planétaire
En 2014, la découverte d'une exoplanète orbitant HD 114613, HD 114613 b, a été annoncée. L'étoile a été observée par le Télescope anglo-australien durant 15,4 ans à partir de janvier 1998. Des variations de sa vitesse radiale ont été détectées avec une période de 10,5 ans, indiquant la présence d'une planète à longue période. D'une masse minimale qui vaut environ la moitié celle de Jupiter, on suppose qu'il s'agit d'une géante gazeuse analogue à Jupiter. Son orbite présente un demi-grand axe de 5,16 ua et une excentricité modérée de 0,25 :
| Planète | Masse            | Demi-grand axe (ua) | Période orbitale (jours) | Excentricité | Inclinaison | Rayon |
| ------- | ---------------- | ------------------- | ------------------------ | ------------ | ----------- | ----- |
| b       | > 0,48 ± 0,04 MJ | 5,16 ± 0,13         | 3 827 ± 105              | 0,25 ± 0,08  |             |       |